# Temple G (Selinunt)
El Temple G de Selinunt (en toscà: Tempio G) és el nom donat a un antic temple grec de Selinunt, Castelvetrano, a Sicília. No se sap pas amb certesa quina n'era la deïtat, però es creu que estava dedicat a Zeus.

## Història
La construcció del santuari, conegut com a Temple G, començà a la fi del període   arcaic, al voltant de l'any 500 abans de la nostra era. Encara estava en construcció quan els cartaginesos destruïren la ciutat en el 409 ae. Pel que sembla, la construcció no va continuar pas, i el temple mai no es va completar.

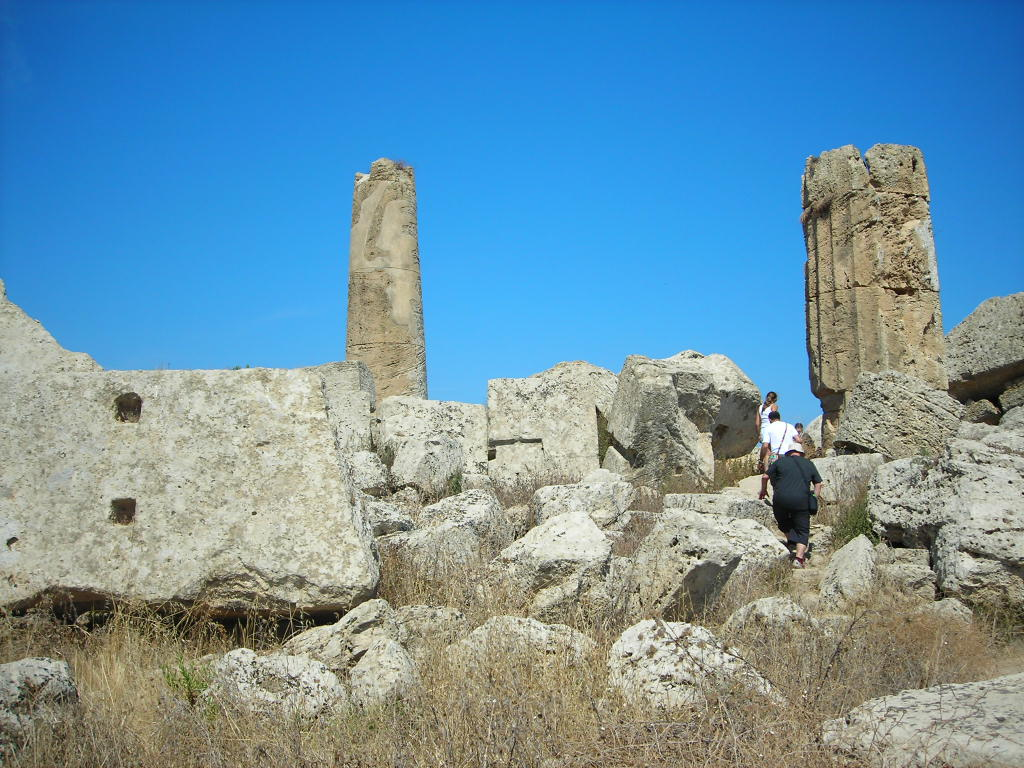
Restes del temple

En l'actualitat se sol considerar que el temple està dedicat a Zeus; en el passat, però, també es proposà com a Temple d'Apol·lo. A causa de la incertesa de la identificació, l'edifici es coneix generalment en les recerques per la seua grafia tradicional, igual que els altres temples de Selinunt.

## Descripció
Era en l'anomenat pujol oriental, a l'est de l'acròpolis de Selinunt, fora de la ciutat. Era el més septentrional dels tres temples del turó; els altres es coneixen hui com a Temple E i Temple F.
És un temple d'estil dòric pseudodípter, amb vuit columnes als costats curts i 17 als llargs. L'estilòbat té uns 50,1 m × 110,4 m. Per tant, era més llarg que el Temple de Zeus Olímpic d'Agrigent, però no pas tan ample.
És un dels quatre temples més grans del món grec. El nombre de columnes, vuit en els costats curts i 17 en els llargs, només es troba al Partenó d'Atenes. L'alçada de les columnes era d'uns 16,3 m i el diàmetre en la part inferior d'uns 3,4 m. El pes d'una columna era d'unes 100 tones.
Tenia un pronaos amb un pòrtic a la façana, de quatre columnes d'amplada i sis columnes en total, i una gran naos. Des del pronaos s'entrava a la naos per tres portes, dividida en tres trams per dues fileres de deu columnes. Al damunt d'aquestes hi havia d'altres de més petites que aguantaven el sostre. La nau central era un hípetre, això és, no tenia sostre. A l'extrem de la nau central hi havia un àditon, que era una solució original. A l'extrem occidental hi havia un opistòdom amb dues columnes a la part de davant.
Segurament, a causa del llarg període de construcció, el temple presenta peculiaritats arquitectòniques que es poden deure al fet que els plànols se'n van modificar durant la construcció. L'extrem oriental del temple sembla més arcaic i l'occidental més clàssic. El caràcter incomplet es reflecteix, entre altres coses, en el fet que les columnes no estan totalment estriades. Ara les restes del temple formen un gegantesc munt de ruïnes. Una de les columnes continua dempeus, després d'haver estat restaurada el 1832. Les proporcions del temple queden ben il·lustrades per la grandària de les pedres de construcció.
Les pedres de construcció provenien d'una pedrera de l'actual Cusa, a uns nou km al nord-oest de Selinunt, a la Via Làctia. Al jaciment encara es conserven tambors de columnes inacabats, fets de la mateixa pedra que el Temple G i que tenen les mateixes proporcions.

Panoràmica de les ruïnes

## Anastilosi
Durant anys hi ha hagut un intens debat entre els arqueòlegs sobre l'anomenada anastilosi del Temple G, és a dir, la seua reconstrucció amb elements totalment originaris. Aquesta hipòtesi, a la qual s'oposen algunes personalitats de l'arqueologia, havia estat defensada en el passat per l'arqueòleg Sebastiano Tusa. Les recerques en començaren el 2010, dirigides per l'arqueòleg Mario Luni i amb la col·laboració de Valerio Massimo Manfredi: d'aquesta època data un primer model virtual d'anastilosi de tot l'edifici. Més tard, fins i tot Vittorio Sgarbi, com a conseller del Patrimoni Cultural de Sicília, havia plantejat la hipòtesi de l'anastilosi del Temple G amb un finançament enterament confiat a patrocinadors privats. Fins i tot després de la polèmica, però, això mai no es va materialitzar. El 2022, Sicília, per impuls d'Alberto Samonà, conseller de Béns Culturals, anuncià que un grup d'arqueòlegs compost per Valerio Massimo Manfredi, Claudio Parisi Presicce i Oscar Mei, hi duia més d'un any treballant i havia finançat el projecte, que preveia la restauració i recomposició de tres columnes gegantesques del costat sud, els elements estructurals del qual serien identificats. Aquestes columnes s'aixecaran i recol·locaran amb els capitells.